# Filareto (Voznesenski)

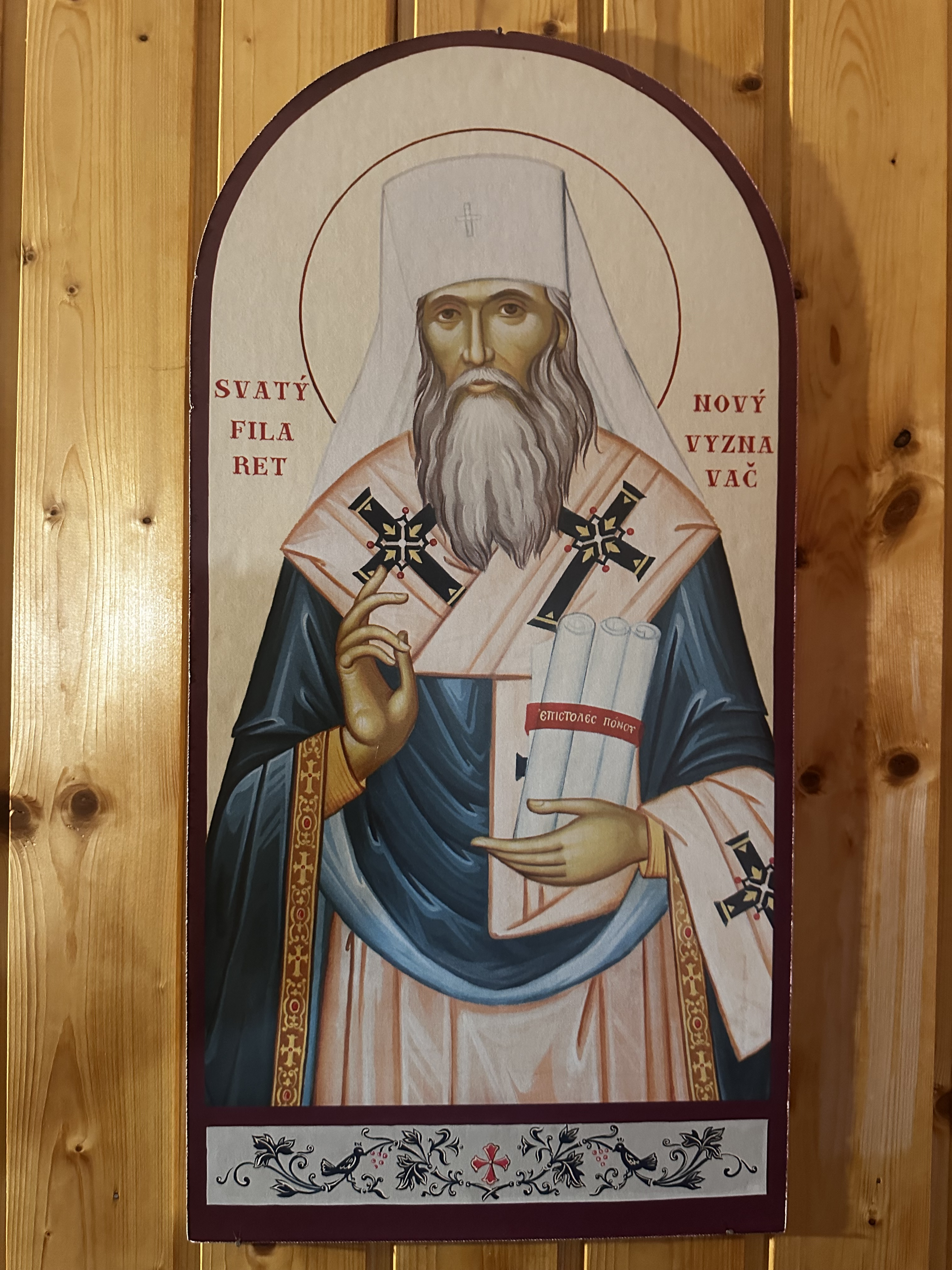
St. Filareto

Filareto (nascido: Georgi Nikolaeviche Voznesenski,em russo:  Георгий Николаевич Вознесенский; Kursk, Império Russo, 4 de abril de 1903 – Nova Iorque, EUA, 21 de novembro de 1985) foi bispo e primaz da Igreja Ortodoxa Russa no Exterior (ROCOR) e Metropolita de Nova Iorque e leste americano.

## Biografia
Nascido Georgi Voznesenski em Kursk, 1903, deixou a Rússia com sua família em 1920, escapando para Harbin. 
Após a morte de sua mãe, seu pai foi tonsurado monge e consagrado Bispo de Hailar, até a URSS invadir a China e deportá-lo para a Rússia, onde faleceu. 
Em 1930, Georgi foi ordenado diácono. Em 1931, Georgi se formou na Universidade de São Vladimir. Também em 1931, ele foi tonsurado monge com o nome Filareto.
Assim como seu pai, que foi um hierarca muito ativo, o Metropolita Filareto lutou contra a participação Ortodoxa nos organismos ecumênicos, e também levantou sua voz contra as autoridades da Igreja na URSS e o modernismo, ajudando as Igrejas veterocalendaristas.
O Metropolita Filareto faleceu em 1985, no dia da festa do Arcanjo Miguel (velho calendário), e hoje seu corpo encontra-se incorrupto no Monastério da Santíssima Trindade, Jordanville, Nova Iorque.